# Вернонвилье
Вернонвилье́ (фр. Vernonvilliers) — коммуна во Франции, находится в регионе Шампань — Арденны. Департамент — Об. Входит в состав кантона Сулен-Дюи. Округ коммуны — Бар-сюр-Об.
Код INSEE коммуны — 10403.
Коммуна расположена приблизительно в 185 км к востоку от Парижа, в 75 км южнее Шалон-ан-Шампани, в 45 км к востоку от Труа.

## Население
Население коммуны на 2008 год составляло 83 человека.
| 1962 | 1968 | 1975 | 1982 | 1990 | 1999 | 2008 |
| ---- | ---- | ---- | ---- | ---- | ---- | ---- |
| 93   | 93   | 86   | 77   | 87   | 86   | 83   |

## Экономика
В 2007 году среди 61 человека в трудоспособном возрасте (15—64 лет) 47 были экономически активными, 14 — неактивными (показатель активности — 77,0 %, в 1999 году было 79,2 %). Из 47 активных работали 41 человек (26 мужчин и 15 женщин), безработных было 6 (3 мужчины и 3 женщины). Среди 14 неактивных 4 человека были учениками или студентами, 3 — пенсионерами, 7 были неактивными по другим причинам.